# Bananaz
Bananaz is een documentaire over de virtuele band Gorillaz. De door Ceri Levy geregisseerde film ging in première tijdens het Filmfestival van Berlijn in 2008.
Bananaz komt voor uit honderden uren aan filmmateriaal die Levy maakte tussen 2000 en 2006, toen hij Gorillaz op de achtergrond volgde. Damon Albarn en Jamie Hewlett werden gevolgd door hun proces van het creëren en uitbreiden van het Gorillaz-project. In de film zijn behalve Albarn en Hewlett onder andere Dennis Hopper, De la Soul en Ibrahim Ferrer te zien.

## Vertoningen
- 7-15 februari 2008: Filmfestival van Berlijn
- 12 maart 2008: SXSW Film Festival[3]